# Saint-Amans-du-Pech
Saint-Amans-du-Pech ist eine französische Gemeinde mit 232 Einwohnern (Stand: 1. Januar 2022) im Département Tarn-et-Garonne in der Region Okzitanien. Sie gehört zum Kanton Pays de Serres Sud-Quercy und zum Arrondissement Castelsarrasin. Sie grenzt im Nordwesten an Massoulès, im Norden an Saint-Beauzeil, im Osten an Roquecor, im Südosten an Beauville, im Südwesten an Blaymont und im Westen an Massels.

## Bevölkerungsentwicklung
| Jahr      | 1962 | 1968 | 1975 | 1982 | 1990 | 1999 | 2008 | 2015 |
| --------- | ---- | ---- | ---- | ---- | ---- | ---- | ---- | ---- |
| Einwohner | 233  | 207  | 211  | 195  | 200  | 165  | 189  | 203  |